# Фомин Ручей
Фомин Ручей — ручей в России, протекает по территории
Кемского городского поселения и Рабочеостровского сельского поселения Кемского района Республики Карелии. Длина ручья — 19 км.
Ручей берёт начало из болота без названия и далее течёт преимущественно в юго-восточном направлении по заболоченной местности.
Ручей в общей сложности имеет одиннадцать притоков суммарной длиной 21 км.
Втекает на высоте в Мягреку, впадающую в Белое море.
Населённые пункты на ручье отсутствуют.
Код объекта в государственном водном реестре — 02020001412202000004859.